# Ahmed Cevad Pasha
Ahmed Javad Pasha (em turco:  Kabaağaçlızade Ahmet Cevat Paşa), também conhecido como Kabaaghachlyzadeh Ahmed Javad Pasha e Javad Shakir Pasha (1851 – 10 de agosto de 1900), foi um oficial de carreira e estadista otomano. Ele serviu como grão-vizir do Império Otomano de 4 de setembro de 1891 a 8 de junho de 1895.
Ele foi o tio do escritor turco Cevat Şakir Kabaağaçlı e dos pintores Aliye Berger e Fahrelnissa Zeid.